# Bewitched (альбом Luna)
Bewitched — второй студийный альбом американской рок-группы Luna. Он был выпущен 1 марта 1994 года на лейбле Elektra Records.

## Отзывы
| Оценки критиков               | Оценки критиков |
| Источник                      | Оценка          |
| ----------------------------- | --------------- |
| AllMusic                      | [ 1 ]           |
| Chicago Tribune               | [ 2 ]           |
| Christgau's Consumer Guide    | [ 3 ]           |
| Entertainment Weekly          | A−              |
| The Philadelphia Inquirer     | [ 5 ]           |
| The Rolling Stone Album Guide | [ 6 ]           |
| Sassy                         | 4/5             |
| Select                        | 3/5             |
| Spin Alternative Record Guide | 4/10            |

Альбом получил положительные отзывы музыкальных критиков. Стюарт Мейсон из AllMusic считает, что «Bewitched звучит менее уникально, чем дебютник Lunapark, но, к счастью, авторство песен Уэрэма на этом альбоме стало значительно острее, с более прямыми текстами и более запоминающимися мелодиями».

## Список композиций
1. «California (All the Way)» — 4:15
2. «Tiger Lily» — 4:46
3. «Friendly Advice» — 6:33
4. «Bewitched» — 4:45
5. «This Time Around» — 3:29
6. «Great Jones Street» — 3:36
7. «Going Home» — 5:26
8. «Into the Fold» — 3:12
9. «I Know You Tried» — 3:18
10. «Sleeping Pill» — 5:52